# Lijst van spelers van Norwich City FC
Deze lijst omvat voetballers die bij de Engelse voetbalclub Norwich City FC spelen of gespeeld hebben. De spelers zijn alfabetisch gerangschikt.

## A
- Zema Abbey
- Neil Adams
- Tom Adeyemi
- Ade Akinbiyi
- Malcolm Allen
- Ben Alnwick
- Cédric Anselin
- Steven Arnold
- Jamie Ashdown
- Dean Ashton
- Daniel Ayala

## B
- Matthew Ball
- Steve Ball
- Mark Barham
- Leon Barnett
- Matthew Bates
- David Bell
- Craig Bellamy
- Trevor Benjamin
- Elliott Bennett
- John Benson
- David Bentley
- Jens Berthel
- Ryan Bertrand
- Patrick Bexfield
- Kevin Bond
- Jimmy Bone
- Mark Bowen
- Phil Boyer
- Patrick Boyle
- Garry Brady
- Gerard Brannan
- Julien Brellier
- Bobby Brennan
- Jim Brennan
- Keith Briggs
- Leigh Bromby
- Garry Brooke
- Chris Brown
- Steve Bruce
- Frank Buckley
- Alwyn Burton
- Ian Butterworth

## C
- Mo Camara
- Lee Camp
- Todd Cantwell
- David Carney
- Andrew Cave-Brown
- Luke Chadwick
- Simon Charlton
- Sammy Clingan
- Jürgen Colin
- Kevin Cooper
- Adrian Coote
- Carl Cort
- Tony Cottee
- Paul Crichton
- Lee Croft
- Andrew Crofts
- Ian Crook
- Danny Crow
- Ian Culverhouse
- Jamie Cureton
- Hugh Curran

## D
- Luke Daley
- Paul Dalglish
- Calum Davenport
- Ron Davies
- Josh Dawkin
- Jean-Yves de Blasiis
- Ritchie De Laet
- Fernando Derveld
- John Devine
- Pape Diop
- Gary Doherty
- Adam Drury
- Dion Dublin
- Dario Đumić

## E
- Darren Eadie
- Robert Eagle
- Robert Earnshaw
- Clint Easton
- Rob Edwards
- Marc Edworthy
- Efan Ekoku
- Stephen Elliott
- Neil Emblen
- Dickson Etuhu
- Ched Evans

## F
- Ralf Fährmann
- David Fairclough
- Mark Farrington
- John Fashanu
- Justin Fashanu
- Neale Fenn
- Leroy Fer
- Andrew Fisk
- Robert Fleck
- Craig Fleming
- Adrian Forbes
- Fraser Forster
- Mark Fotheringham
- David Fox
- Ruel Fox
- Damien Francis
- George Francomb
- Erik Fuglestad

## G
- Paul Gallacher
- Johnny Gavin
- Gaetano Giallanza
- Dimitris Giannoulis
- Kieran Gibbs
- Matt Gilks
- Matthew Gill
- Dale Gordon
- Jeremy Goss
- Alan Gow
- Peter Grant
- Danny Granville
- Robert Green
- Jonathan Grounds
- Bryan Gunn

## H
- Samuel Habergham
- Matthew Halliday
- Derrick Hamilton
- Elvis Hammond
- Billy Hampson
- Åge Hareide
- Kevin Harper
- John Hartson
- David Healy
- Paul Heckingbottom
- Peter Hedman
- Philip Heise
- Thomas Helveg
- Ian Henderson
- James Henry
- Jimmy Hill
- Trevor Hockey
- David Hodgson
- Gary Holt
- Grant Holt
- Wesley Hoolahan
- Darren Huckerby
- Andy Hughes
- Paul Hughes
- Stephen Hughes

## I
- Adam Idah

## J
- Matt Jackson
- Simeon Jackson
- Jason Jarrett
- Rossi Jarvis
- Ryan Jarvis
- Samuel Jennings
- Jonatan Johansson
- Andy Johnson
- Bradley Johnson
- Oli Johnson
- David Jones
- Mattias Jonson

## K
- Kei Kamara
- Fred Kearns
- Danny Kelly
- Phil Kelly
- John Kennedy
- Darren Kenton
- Chris Killen
- Noel Kinsey
- Timm Klose
- Omar Koroma
- Tim Krul

## L
- Kyle Lafferty
- Henri Lansbury
- Simon Lappin
- Damon Lathrope
- Alan Lee
- Adrian Leijer
- Moritz Leitner
- Joe Lewis
- Marc Libbra
- Kevin Lisbie
- Leroy Lita
- Chris Llewellyn
- Colin Loss
- Matthieu Louis-Jean
- Mal Lucas
- Arturo Lupoli

## M
- Ted MacDougall
- Malky Mackay
- Owen Madden
- Goran Maric
- Dean Marney
- Andy Marshall
- David Marshall
- Lee Marshall
- Chris Martin
- Russell Martin
- Cody McDonald
- John McDowell
- Brian McGovern
- Leon McKenzie
- Danny McKinney
- Anthony McNamee
- Paul McVeigh
- Gary Megson
- Mike Milligan
- Danny Mills
- David Mooney
- Steve Morison
- Henrik Mortensen
- Phil Mulryne
- Youssouf Mulumbu
- Ian Murray
- Dražen Mužinić

## N
- Kyle Naughton
- Steen Nedergaard
- Michael Nelson
- Stuart Nelson
- Rob Newman
- Jon Newsome
- David Nielsen
- Maurice Norman
- Alex Notman

## O
- Mick O'Brien
- Billy O'Hagan
- John O'Neill
- Keith O'Neill
- Martin O'Neill
- Elliot Omozusi
- Jon Otsemobor

## P
- Dani Pacheco
- Graham Paddon
- Scott Parker
- Matty Pattison
- Alex Pearce
- Paul Peschisolido
- Gerry Peyton
- Mike Phelan
- Anthony Pilkington
- Ivo Pinto
- John Polston
- Lee Power
- Spencer Prior
- Teemu Pukki

## R
- Kevin Reeves
- Zesh Rehman
- Kris Renton
- Maceo Rigters
- Mark Rivers
- Andy Roberts
- Iwan Roberts
- Mark Robins
- Carl Robinson
- Keith Robson
- Michael Rose
- Joe Royle
- Declan Rudd
- John Ruddy
- Wynton Rufer
- Darel Russell
- Martin Russell

## S
- Youssef Safri
- Víctor Segura
- Jason Shackell
- Mike Sheron
- Tim Sherwood
- Antoine Sibierski
- Dean Sinclair
- John Sissons
- Paddy Sloan
- Bally Smart
- Jimmy Smith
- Korey Smith
- Steven Smith
- Nicky Southall
- Michael Spillane
- Jed Steer
- Dejan Stefanović
- David Stephens
- Marco Stiepermann
- David Střihavka
- Graham Stuart
- Andrew Surman
- Daryl Sutch
- Chris Sutton
- Mathias Svensson

## T
- Alan Taylor
- Jack Taylor
- Martin Taylor
- Alexander Tettey
- Michael Theoklitos
- Peter Thorne
- Marc Tierney
- Andy Townsend
- Simon Tracey
- Owain Tudur-Jones
- Christos Tzolis

## U
- Robert Ullathorne

## V
- James Vaughan
- Juan Velasco
- Sam Vokes

## W
- Steve Walford
- Mick Walsh
- Steve Walsh
- Mark Walton
- Darren Ward
- Elliott Ward
- Tony Warner
- Dave Watson
- Michael Watt
- Simon Whaley
- Zak Whitbread
- Jim Whitley
- Rhoys Wiggins
- Dennis van Wijk
- Aaron Wilbraham
- Yanic Wildschut
- David Williams
- Che Wilson
- Chris Woods
- Colin Woodthorpe
- David Wright

## Y
- Willie Young

## Z
- Christoph Zimmermann